# Heilige Kreuzauffindung (Eggstetten)

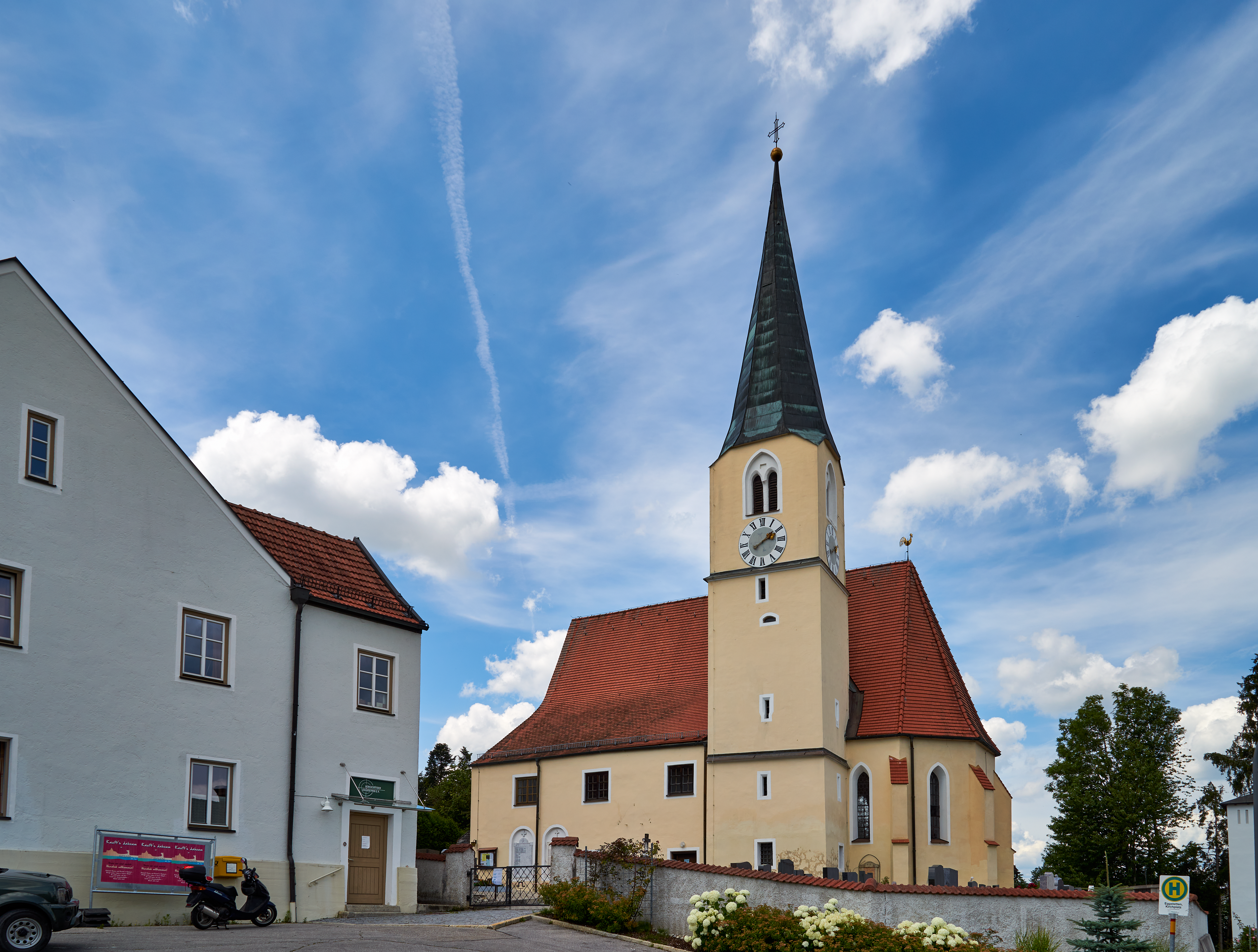
Heilige Kreuzauffindung in Eggstetten

Die römisch-katholische Pfarrkirche Heilige Kreuzauffindung steht in Eggstetten, einem Gemeindeteil der Stadt Simbach am Inn im niederbayerischen Landkreis Rottal-Inn. Sie ist in der Liste der Baudenkmäler in Simbach am Inn unter der Nr. D-2-77-145-46 eingetragen. Die Kirche gehört zum Dekanat Simbach im Bistum Passau.

## Beschreibung
Die spätgotische Saalkirche wurde im späten 15. Jahrhundert erbaut. Sie besteht aus dem Langhaus zu drei Jochen, dem von Strebepfeilern gestützten Chor zu einem Joch mit Fünfachtelschluss im Osten und dem Chorflankenturm mit spitzen Helm an der Südwand des Chors. Der Eingang befindet sich in einem 1913 errichteten Vorbau an der Fassade im Westen. Langhaus und Chor sind mit Tonnengewölben überspannt.